# Chrysina aurigans
Espèce
Chrysina aurigans est un insecte coléoptère de la grande super-famille des scarabées, de la famille des Scarabaeidae, de la sous-famille des Rutelinae,. Cette sous-famille contient de nombreux insectes aux reflets très métallisés (dans ce cas dorés). 
Il a été  découvert par L.W. Rothschild et K. Jordan en 1894. Cette espèce est répertoriée dans le Catalogue of Life. Le spécimen en photo provient des collections naturalistes du Musée d'histoire naturelle de Lille.